# Anthodiscus peruanus
Anthodiscus peruanus es una especie de planta perteneciente a la familia Caryocaraceae. Es originaria  de Ecuador y Perú.

## Taxonomía
Anthodiscus peruanus fue descrita por  Henri Ernest Baillon y publicado en Adansonia 10: 241. 1872.
Sinonimia
- Anthodiscus glaucescens J.F.Macbr.
- Anthodiscus gutierrezii L.O.Williams
- Gilia calyptrata Rivers[2]